# Carmen Blanco

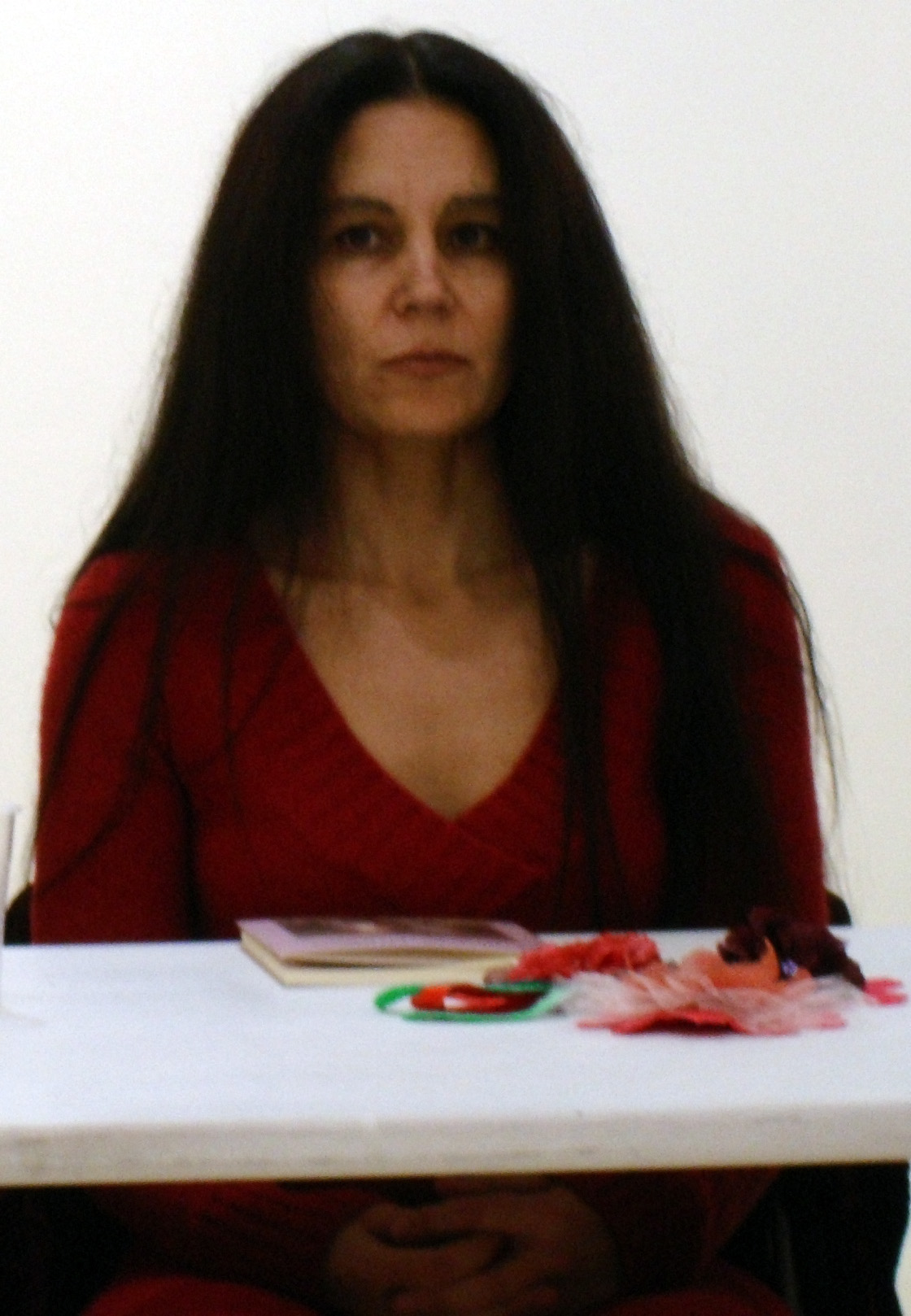
Carmen Blanco

Carmen Blanco (* 1954 in Lugo, Galicien, Spanien) ist eine  galicische Schriftstellerin.

## Werden
Mit Claudio Rodríguez Fer koordiniert sie die interkulturelle Zeitschrift Unión Libre Cadernos de vida e culturas.

## Essay
- Conversas con Carballo Calero (Vigo, Galaxia, 1989)
- Literatura galega da muller (Vigo, Xerais, 1991)
- Carballo Calero: política e cultura (Sada, Do Castro, 1991)
- Escritoras galegas (Santiago de Compostela, Compostela, 1992)
- Libros de mulleres. (Por unha bibliografía de escritoras en lingua galega: 1863-1992) (Vigo, Do Cumio, 1994)
- O contradiscurso das mulleres (Vigo, Nigra, 1995)
- El contradiscurso de las mujeres (Vigo, Nigra, 1997)
- Nais, damas, prostitutas e feirantas (Vigo, Xerais, 1995)
- Mulleres e independencia (Sada, Do Castro, 1995)
- Luz Pozo Garza: a ave do norte (Ourense, Linteo, 2002)
- Alba de mulleres (Vigo, Xerais, 2003)
- Sexo e lugar (Vigo, Xerais, 2006)
- María Mariño. Vida e obra (Vigo, Xerais, 2007)
- Casas anarquistas de mulleres libertarias (A Coruña-Santiago de Compostela, CNT, 2007)
- Uxío Novoneyra (A Nosa Terra, 2009)
- Novoneyra: un cantor do Courel a Compostela. O poeta nos lugares dos seus libros (Toxosoutos, 2010)
- Feministas e libertarias (Meubook, 2010)
- Letras lilas (Unión Libre, 2019)

## Lyrik
- Estraña estranxeira (A Coruña, Biblioteca Virtual Galega, 2004)
- Un mundo de mulleres (Biblos, 2011)
- Lobo amor (Unión Libre, 2011)

## Prosa
- Vermella con lobos (Vigo, Xerais, 2004)
- Atracción total (Vigo, Xerais, 2008)

## Herausgeber
- Xosé Luís Méndez Ferrín, Con pólvora y magnolias (Vigo, Xerais, 1989)
- Uxío Novoneyra, Os eidos (Vigo, Xerais, 1990)
- Ricardo Carvalho Calero, Uma voz na Galiza (Barcelona, Sotelo Blanco 1992)
- Luz Pozo Garza, Códice Calixtino (Vigo, Xerais, 1992)
- Luz Pozo Garza, Historias fidelísimas (Ourense, Linteo, 2003)
- Luz Pozo Garza, Memoria solar (Ourense, Linteo, 2004)
- Extranjera en su patria. Cuatro poetas gallegos. Rosalía de Castro. Manuel Antonio. Luís Pimentel. Luz Pozo Garza (Barcelona, Círculo de Lectores / Galaxia Gutenberg, 2005)
- Día das Letras Galegas 2007. María Mariño Carou (Universidade de Santiago de Compostela 2007)